# القمة العربية 2022 (الجزائر)
القمّة العربية 2022 أو القمة العربية الواحد والثلاثون أو قمة الجزائر عقدت القمة بتاريخ 1 - 2 نوفمبر 2022 في الجزائر العاصمة بجمهورية الجزائر برئاسة الرئيس عبدالمجيد تبون رئيس جمهورية الجزائر.
كان من المفترض أن تُعقد القمة سنة 2020 لكنها تم تأجيلها بسببِ جائحة فيروس كورونا.

## تاريخ
أعلنت جامعة الدول العربية، يوم السبت 29 شباط/فبراير 2020 تأجيل القمة العربية المقبلة والتي كانت مقررة في شهر آذار/مارس بالجزائر بسبب انتشار فيروس كورونا في مختلف دول العالم والعالم العربي، وصرّح الأمين العام لجامعة الدول العربية أحمد أبو الغيط على إثر لقائه بالرئيس عبد المجيد تبون أنّه تمّ اختيار يوم أول نوفمبر 2022 - 7 ربيع الثاني 1444 كموعدٍ جديدٍ لانعقاد القمة العربية.
هذه هي المرة الرابعة التي تَستضيف فيها الجزائر هذه القمّة، وجميع الدول العربية مُمثلة في هذا الحدث باستثناء سوريا التي عُلّقت عضويتها منذ عام 2011 بسببِ الأزمة المستمرة. تزامنَ تاريخُ انعقاد هذه القمّة مع الذكرى السنوية لاندلاع ثورة التحرير الجزائرية (الأول من تشرين الثاني/نوفمبر 1954).

## القادة المشاركون
- الجزائر – الرئيس عبدالمجيد تبون رئيس جمهورية الجزائر الديمقراطية الشعبية (رئيس الاجتماع)
- مصر – الرئيس عبدالفتاح السيسي رئيس جمهورية مصر العربية
- قطر – الشيخ تميم بن حمد آل ثاني أمير دولة قطر
- فلسطين – الرئيس محمود عباس رئيس دولة فلسطين
- تونس – الرئيس قيس سعيد رئيس الجمهورية التونسية
- العراق – الرئيس عبداللطيف رشيد رئيس جمهورية العراق
- موريتانيا – الرئيس محمد ولد الغزواني رئيس الجمهورية الاسلامية الموريتانية
- الصومال – الرئيس حسن شيخ محمود رئيس جمهورية الصومال
- جزر القمر – الرئيس غزالي عثماني رئيس جمهورية القمر المتحدة
- جيبوتي – الرئيس إسماعيل عمر جيلي رئيس جمهورية جيبوتي
- الكويت – الشيخ مشعل الأحمد الصباح ولي العهد
- الإمارات العربية المتحدة – الشيخ محمد بن راشد آل مكتوم نائب رئيس الدولة رئيس مجلس الوزراء حاكم دبي
- الأردن – الأمير الحسين بن عبد الله الثاني ولي العهد
- السودان – الرئيس عبدالفتاح البرهان رئيس مجلس السيادة
- اليمن – الرئيس الدكتور رشاد محمد العليمي رئيس مجلس القيادة الرئاسي
- ليبيا – الرئيس محمد المنفي رئيس المجلس الرئاسي
- البحرين – الشيخ محمد بن مبارك آل خليفة الممثل الخاص للملك
- لبنان – نجيب ميقاتي رئيس الوزراء
- عُمان – السيد أسعد بن طارق آل سعيد نائب رئيس مجلس الوزراء لشؤون العلاقات والتعاون الدولي
- السعودية – الأمير فيصل بن فرحان آل سعود وزير الخارجية
- المغرب – ناصر بوريطة وزير الشؤون الخارجية

## إعلان الجزائر
صدرَ عن أشغال القمّة العربية في الجزائر الوثيقة التي سُمّيت بـ «إعلان الجزائر»، والتي تضمَّنت توصيات وقرارات عدّة أبرزها:
القضيّة الفلسطينية
- التأكيد على مركزية القضية الفلسطينية والدعم المطلق لحقوق الشعب الفلسطيني.
- التأكيد على التمسك بمبادرة السلام العربية بكل عناصرها وأولوياتها.
- التشديد على ضرورة مواصلة الجهود والمساعي الرامية لحماية مدينة القدس المُحتلَّة ومقدساتها.
- التأكيد على تبني ودعم توجه دولة فلسطين للحصول على العضوية الكاملة في الأمم المتحدة.

القضايا العربيّة
- العمل على تعزيز العمل العربي المشترك لحماية الأمن القومي العربي بمفهومه الشامل وبكل أبعاده.
- رفض التدخلات الخارجية بجميع أشكالها في الشؤون الداخلية للدول العربية.
- الإعراب عن التضامن الكامل مع الشعب الليبي ودعم الجهود الهادفة لإنهاء الأزمة الليبية.
- التأكيد على دعم الحكومة الشرعية اليمنية ومباركة تشكيل مجلس القيادة الرئاسي.
- دعم المساعي إلى حل سياسي للأزمة اليمنية وفق المرجعيات المعتمدة والتشديد على ضرورة تجديد الهدنة
- قيام الدول العربية بدور جماعي قيادي للمساهمة في جهود التوصل لحل سياسي للأزمة السورية.
- الترحيب بتنشيط الحياة الدستورية في العراق بما في ذلك تشكيل الحكومة.
- تجديد التضامن مع لبنان للحفاظ على أمنه ودعم خطواته لبسط سيادته على أقاليمه البرية والبحرية.
- التأكيد على ضرورة إنشاء منطقة خالية من الأسلحة النووية وأسلحة الدمار الشامل بالشرق الأوسط.

## وصلات خارجية
- الموقع الرسمي لمركز الجزائر الدولي للمؤتمرات
- جامعة الدول العربية: الموقع الرسمي باللغة العربية.